# Mark Giacheri
Mark Renato Giulio Giacheri (Sydney, 1º febbraio 1969) è un ex rugbista a 15 e allenatore di rugby a 15 australiano, già internazionale per l’Italia nel ruolo di terza linea ala e tecnico in seconda del Randwick in Shute Shield.

## Biografia
Proveniente dal club australiano del Randwick e rappresentante il Nuovo Galles del Sud a livello provinciale, Giacheri fece le sue prime esperienze internazionali con la Nazionale australiana U-23; avendo doppia cittadinanza, australiano e italiano, era idoneo alla chiamata anche da parte della Federazione Italiana Rugby; l'allora C.T. degli Azzurri Bertrand Fourcade convocò Giacheri nel 1992 nonostante questi giocasse ancora in patria, e lo fece esordire contro la Romania.
Anche il nuovo tecnico Georges Coste si avvalse del contributo di Giacheri, e lo schierò in più occasioni, anche per la Coppa del Mondo di rugby 1995 in Sudafrica; sempre nel 1995 Giacheri si trasferì in Europa e fu ingaggiato dal Benetton, club nel quale, nel biennio di permanenza, si laureò campione d'Italia.
Militò successivamente in Francia al Brive e, in Inghilterra al West Hartlepool, al Sale Sharks e al Coventry, club nel quale chiuse la carriera agonistica nel 2005; in Nazionale disputò 48 incontri fino al 2003, con la partecipazione anche alla Coppa del Mondo di rugby 1999 in Galles e presenze varie nei Sei Nazioni 2002 e 2003.
Dopo il ritiro dedicò all'attività tecnica in Australia divenendo vice-allenatore del Randwick, suo club d'origine, del quale dal 2010 al 2014 fu allenatore - capo; dopo una parentesi negli Stati Uniti alla guida del San Francisco Golden Gate è tornato in Australia come allenatore in seconda ancora del Randwick.

## Palmarès
- Campionati italiani: 1
Benetton Treviso: 1996-97